# Araneus nigrodecoratus
Araneus nigrodecoratus este o specie de păianjeni din genul Araneus, familia Araneidae. A fost descrisă pentru prima dată de Strand, 1908.
Este endemică în Togo. Conform Catalogue of Life specia Araneus nigrodecoratus nu are subspecii cunoscute.